# Pont Chateaubriand
Die Pont Chateaubriand ist eine Straßenbrücke in der Bretagne, die die Route Nationale 176 (E 401) über die Rance führt. Sie entlastet die 240 m weiter südlich stehende Pont Saint-Hubert zwischen den Orten Le Port Saint Hubert in der Gemeinde Plouër-sur-Rance im Département Côtes-d’Armor am linken Ufer und Le Port Saint-Jean in der Gemeinde La Ville-ès-Nonais im Département Ille-et-Vilaine am rechten Ufer.
Sie ist nach dem in Saint-Malo geborenen Schriftsteller François-René de Chateaubriand benannt.

## Beschreibung
Die Brücke hat zwei Fahrspuren und schmale Pannenstreifen, aber keine Gehwege.
Die Brücke ist insgesamt 424 m lang und 11,72 m breit. Ihr großer Bogen besteht aus einem 4,20 m hohen und 7,50 m breiten Stahlbeton-Hohlkasten, der zwischen Pfeilern mit einem Pfeilerachsabstand von 261 m steht. Seine Stützweite beträgt 250 m, da er sich auf Kämpferfundamente abstützt, die einige Meter aus den Fundamenten der Pfeiler ragen, die den Bogen begrenzen. Diese Fundamente sind nicht sichtbar, da sie sich unterhalb des Mittleren Niedrigwassers befinden und vom Schlick und Sand des Ufers bedeckt sind. Der Bogen hat eine Pfeilhöhe von nur 34,80 m. Der Fahrbahnträger ist über seine ganze Länge auf paarweise angeordneten runden Stahlbetonpfeilern mit Pfeilerachsabständen von 27,5 + 13×29,0 + 19,5 m aufgeständert. Der Fahrbahnträger selbst ist eine Verbundkonstruktion aus einem stählernen Gerippe und einer Stahlbetonplatte.
Die Brücke hatte eine lange Planungszeit. Die Konzeption geht auf den damals in der staatlichen Bauverwaltung Service d'études techniques des routes et autoroutes (SETRA) tätigen Michel Virlogeux zurück. Der Entwurf wurde unter Leitung von Jacques Mathivat mit der architektonischen Beratung von Charles Lavigne erstellt.
Die Brücke wurde von Campenon Bernard gebaut. Der Bogen wurde im Freivorbau ausgeführt, wobei die Bogenhälften an provisorischen Stützen auf beiden Seiten des Fahrwassers abgespannt wurden. Die Brücke wurde 1990, nach anderen Quellen 1991 fertiggestellt.
Die RN 176 ist vierspurig ausgebaut, bis auf die Pont Chateaubriand und eine anschließende Teilstrecke. Besonders in der Urlaubszeit führt dies regelmäßig zu Stauungen. Es wird daher schon seit längerem diskutiert, die Brücke zu verbreitern oder zu verdoppeln.